# Старец (аналитична психология)
Старецът (от латински език: Senex) е титла в Древен Рим, с която са награждавани само най-възрастните мъже от фамилии, които имат добро положение в града си.

## Аналитична психология
В юнгианската аналитична психология примери за архетипа на „стареца“ в позитивна форма са мъдрецът и магьосникът. Старецът може също да се появи в негативна форма като поглъщащ баща (Уран, Кронос) или изкуфял глупак.
Като противоположен архетип на стареца е Puer Aeternus.